# Distretto di Don Mot Daeng
Il distretto di Don Mot Daeng (in thailandese: ดอนมดแดง) è un distretto (amphoe) della Thailandia, situato nella provincia di Ubon Ratchathani.